# Łubnia (obwód zakarpacki)
Łubnia (ukr. Лубня) – wieś na Ukrainie, w obwodzie zakarpackim, w rejonie użhorodzkim, w hromadzie Stawne, nad Łubnią. W 2001 liczyła 212 mieszkańców.

## Charakterystyka
Miejscowość znajduje się na końcu drogi podchodzącej pod graniczny z Polską grzbiet Bieszczadów (przełęcz Beskid pod Menczyłem). Miejscowość leży na terenie Użańskiego Parku Narodowego. Jej położenie sprzyja rozwojowi turystyki, ale nie jest tu ona popularna i nie generuje poważnego dochodu dla mieszkańców. Ruch turystyczny jest tu nieduży. Funkcjonuje jeden sklep połączony z barem.
W dole wsi, doliną Użu, przebiega linia kolejowa z Użhorodu do Sambora.

## Przejście graniczne do Polski
W górnej części wsi, na przełęczy Beskid pod Menczyłem, planowane jest od długiego czasu otwarcie przejście granicznego do oddalonego o 2,5 km Wołosatego, jednak dotąd było ono czynne okolicznościowo, w latach 2002–2005, podczas tzw. „Dni Dobrosąsiedztwa Wołosate–Łubnia”, a także w 2019. O uruchomienie we wsi przejścia turystycznego zaapelował w 2022 m.in. szef Kancelarii Prezesa Rady Ministrów, Marek Kuchciński.

## Galeria

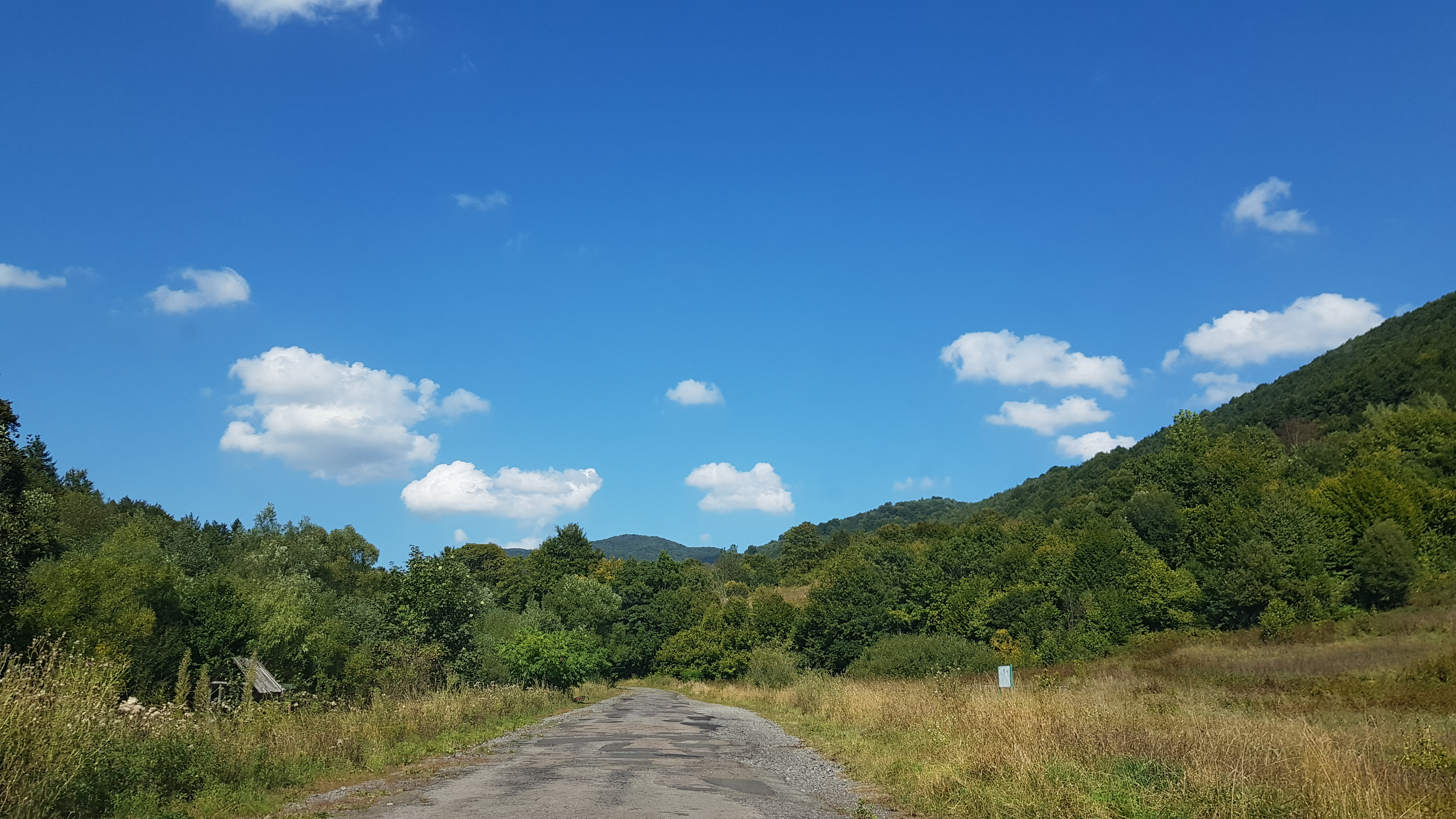
Dolina Łubni
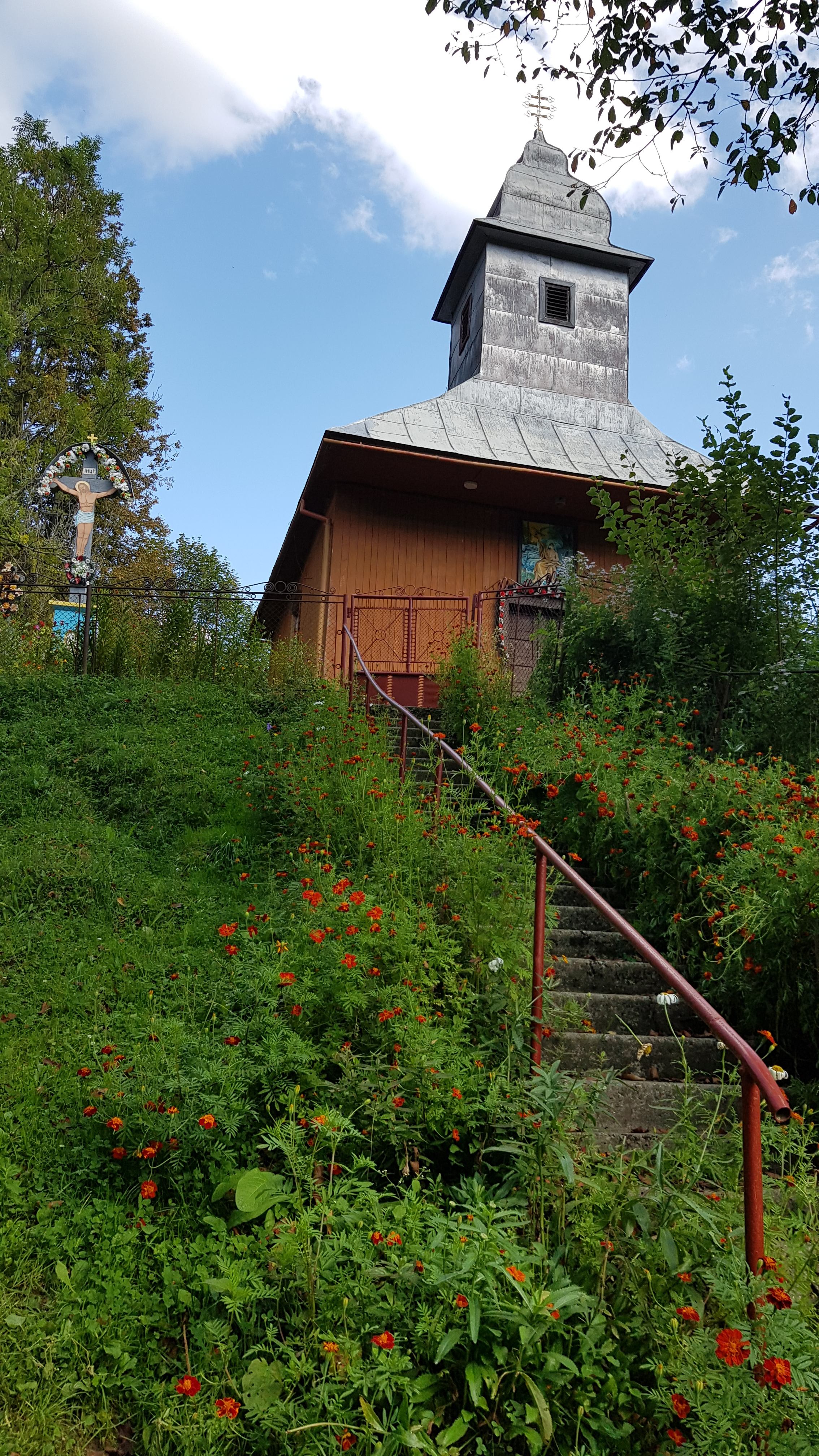
Cerkiew
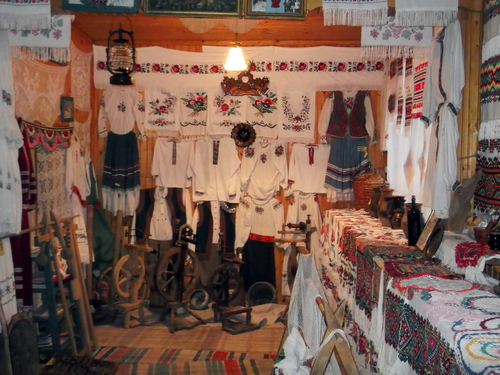
Izba etnograficzna